# 日本レジストリサービス
株式会社日本レジストリサービス（にほんレジストリサービス、略称：JPRS）は、国別コードトップレベルドメイン「.jp」のドメイン名レジストリとして、「.jp」で終わるドメイン名（JPドメイン名）の登録・管理をおこなっている会社。
2002年4月1日以降、JPドメイン名の登録・管理は、すべて日本レジストリサービスで行われている。

## 沿革
- 2000年
  - 12月22日 - 日本ネットワークインフォメーションセンター（JPNIC）の第11回臨時総会において、総投票数755のうち、賛成票570票でjpドメイン登録管理業の企業設立議案が可決
  - 12月26日 - 株式会社日本レジストリサービス設立。
- 2001年
  - 2月22日 - 汎用JPドメイン名の優先登録申請受付を開始
  - 4月2日 - 汎用JPドメイン名の同時登録申請受付を開始
  - 5月7日 - 汎用JPドメイン名の先願登録申請受付を開始
- 2002年
  - 4月1日 - JPドメイン名登録管理業務全般をJPNICから移管[5]
  - 10月1日 - 地方公共団体向けの属性型JPドメイン名「LG.JP」登録受付を開始[6]
- 2005年
  - 12月20日 - WIDEプロジェクトとM-Rootルートサーバの共同運用を開始[7][8]
- 2007年
  - 12月4日 - JP DNSにIP Anycast技術を導入[9]
- 2008年
  - 3月1日 - JPドメイン名の登録数が100万件に到達[10]
- 2009年
  - 4月22日 - BIND 10の開発プロジェクトに参画[11]（このプロジェクトは2014年1月30日にBINDの開発元であるISCから終了が発表されている[12]）
- 2011年
  - 1月16日 - JPドメイン名でのDNSSEC運用開始[13]
  - 2月21日 - gTLDレジストラサービスに参入[14][15]
- 2012年
  - 11月19日 - 都道府県型JPドメイン名登録受付を開始[16]
- 2013年
  - 11月1日 - 大阪市堂島アバンザに大阪オフィスを開設[17]
- 2016年
  - 4月26日 - SSLサーバー証明書サービスに参入
- 2018年
  - 2月1日 - JPドメイン名の登録数が150万件に到達
- 2019年
  - 4月26日 - 旧山梨医科大学が使用していたドメイン名yamanashi-med.ac.jpが個人に割り当てられアダルトサイト[18]が開設されていた件について、総務省から行政指導を受ける[19][20]
  - 9月25日 - ドメインレジストリ事業でISO27001認証を取得[21]
- 2022年
  - 6月1日 - JPドメイン名の登録数が170万件に到達[22]